# Station Heinfels
Station Heinfels is een spoorwegstation aan de Drautalspoorlijn in de gemeente Heinfels (Oostenrijk-Oost-Tirol).